# Arisemus amydrus
Arisemus amydrus är en tvåvingeart som beskrevs av Quate och Brown 2004. Arisemus amydrus ingår i släktet Arisemus och familjen fjärilsmyggor.
Artens utbredningsområde är Costa Rica. Inga underarter finns listade i Catalogue of Life.